# Walter Volle
Walter Volle (18 de septiembre de 1913-27 de octubre de 2002) fue un deportista alemán que compitió en remo.
Participó en los Juegos Olímpicos de Berlín 1936, obteniendo una medalla de oro en la prueba de cuatro con timonel. Ganó dos medallas en el Campeonato Europeo de Remo, plata en 1937 y oro en 1938.

## Palmarés internacional
| Juegos Olímpicos   | Juegos Olímpicos         | Juegos Olímpicos | Juegos Olímpicos   |
| Año                | Lugar                    | Medalla          | Prueba             |
| ------------------ | ------------------------ | ---------------- | ------------------ |
| 1936               | Berlín (Alemania)        | Medalla de oro   | Cuatro con timonel |
| Campeonato Europeo |                          |                  |                    |
| Año                | Lugar                    | Medalla          | Prueba             |
| 1937               | Ámsterdam (Países Bajos) | Medalla de plata | Ocho con timonel   |
| 1938               | Milán (Italia)           | Medalla de oro   | Ocho con timonel   |